# Corteno Golgi
Corteno Golgi – miejscowość i gmina we Włoszech, w regionie Lombardia, w prowincji Brescia.
Według danych na rok 2024 gminę zamieszkiwało 1914 osób, 23,01 os./km².
Urodził się tu biskup hongkoński Lorenzo Bianchi.